# Nasiternella regia
Nasiternella regia là một loài ruồi trong họ Pediciidae. Chúng phân bố ở vùng sinh thái Palearctic.